# Fascioliasi
La fascioliasi è una distomatosi epatica: una parassitosi delle vie biliari degli erbivori, che, accidentalmente, può colpire l'uomo.

## Eziologia
Fasciola (dal latino, significa piccolo nastro) è un platelminta, trematode, dell'ordine degli Echinostomatida e della famiglia delle Fasciolidae. Fasciola hepatica ("sheep liver fluke") e Fasciola gigantica sono distomi di fiume.
Parassitano la colecisti e le vie biliari di erbivori (F. hepatica principalmente ovini, F. gigantica bovini). L'ospite intermedio è un mollusco del genere Lymnea. L'uomo è ospite definitivo accidentale.

## Storia
- Fasciola hepatica è stato il primo trematode descritto, nel 1250 da Pietro d'Abano e nel 1379 da Jehan deBrie, benché nella medicina popolare medievale in Germania si parlasse già dello “Schafworm”, il verme della pecora.
- Nel 1537 Girolamo Gabucino da Fano nel "De lumbricis alvum occupantibus" descrive “certi animali simili a semi di cocomero nei vasi epatici delle pecore”.
- Ai primi del Seicento Francesco Buonamici ricorda nel "De alimento" come “...nei castroni che si abbeverino in acque palustri, si rinvengano nel fegato dei vermi”.
- Nel ‘600 Théophile Bonet descrive il primo caso di fascioliasi umana, raccontando di un bambino morto di una malattia misteriosa, diagnosticata come morbillo, che fu sottoposto ad autopsia. Nei rami portali e nei canalicoli biliari si rinvennero “...molti vermi alcuni vivi, alcuni morti. Questi vermi erano rossi e, a causa del luogo in cui vivevano erano oblunghi, abbastanza grandi, ma molli al tatto, gibbosi nella superficie, concavi a causa del corpo nel quale erano stati generati..”
- Nel 1668 Francesco Redi, aretino, medico del Granduca di Toscana descrive e raffigura per primo le fasciole: “... le bisciuole del fegato de' montoni, o castrati, hanno la figura quasi d'un seme di zucca, o per dir meglio d'una piccola e sottile foglia di mortella con un poco di gambo: son di color bianco lattato, e traspariscono in esse molte sottilissime ramificazioni di vasi, o canaletti verdognoli. La lor bocca, o altro forame, che si sia, è rotonda e posta nel piano del ventre, poco distante da quella parte che si assomiglia al gambo della foglia.”
- Nel 1687 anche Marcello Malpighi le descrive in modo simile.
- Nel 1702, ai tempi della dinastia cinese dei Ching, Feng ChaoChang e Chu ChanFu in un trattato di medicina parlano di “...un verme del fegato che sembra una mandorla sbucciata”.
- Nel 1753 Jacob Christian Schäffer propose in modo “profetico” la teoria dell'origine “idrica” della fasciola (Wasserwürmer, verme d'acqua), secondo la quale “...piccoli vermi finirebbero in acqua e contaminerebbero l'erba che, mangiata dalle pecore, trasmetterebbe la distomatosi.”
- Nel 1837, Felix du Jardin descrive il miracidio come forma larvale dei distomi e Filippo deFilippi scopre le redie.
- Nel 1842 il danese Japetus Steenstrup descrive le sporocisti e le cercarie.
- Nel 1859 Giovanni Battista Ercolani pubblica la prima figura del ciclo completo di un trematode.
- Nel 1881, Rudolf Leuckhart e Algenon Phillips Thomas scoprono l'ospite intermedio mollusco delle fasciole: Lymnea truncatula.

## Epidemiologia

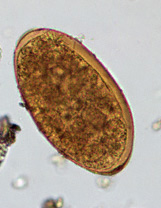
uovo di F.hepatica (Fonte:CDC)

La fascioliasi è un problema di salute veterinaria di dimensioni mondiali, principalmente in America Latina, Africa e Cina. Occasionalmente si hanno piccole epidemie di fascioliasi umana da F.hepatica soprattutto in Bolivia, Ecuador, Perù, Cuba, Egitto; alcune stime parlano di 2 milioni di individui infestati nel mondo. Epidemie di fascioliasi da F.gigantica sono state segnalate in Africa e nel Sud-est asiatico.
Si hanno casi anche in Europa (Francia, Regno Unito, Spagna, Portogallo), causate dal consumo di ortaggi crudi cresciuti in terreni irrigati o allagati (crescione). In Francia il 2-6% dei bovini sono infestati e sono segnalati 50-100 casi di malattia umana all'anno. In Sardegna colpisce gli ovini; nelle pianure irrigue della Val Padana era molto frequente tra i bovini solo negli anni ‘50.

## Morfologia
Le uova di Fasciola hanno dimensioni di 150 µm x 90 µm, forma allungata, ovalare (come un pallone da rugby), con un opercolo, da dove esce il miracidio.
L'adulto di F.hepatica è lungo 30 mm, largo 15 mm, spesso 5mm, a forma di foglia, allungato, ovalare, piatto, di colore rosa, vive nelle vie biliari e nella cistifellea. 
È difficile distinguere F.hepatica da F.gigantica, che è un poco più grande.

## Modalità di trasmissione e ciclo vitale

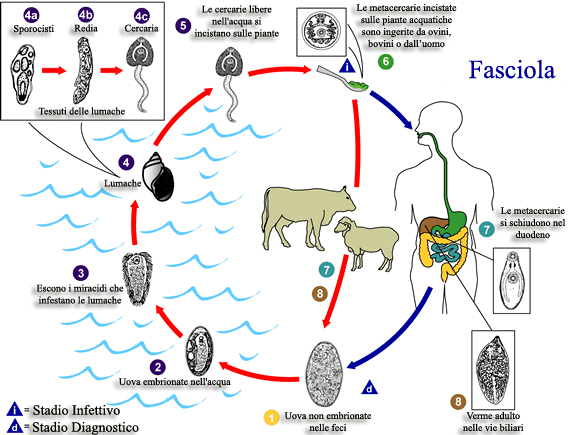
Ciclo vitale delle fasciole (Fonte: CDC di Atlanta)

Le uova di Fasciola spp. sono eliminate nella bile con le feci dagli erbivori infestati, e contaminano l'acqua dolce degli stagni e delle piane allagate. In 2 settimane diventano embrionate, liberano le forme larvali, dette miracidi, che entro 24 ore o infestano l'ospite intermedio mollusco del genere Lymnea, o muoiono.
Nel mollusco il miracidio si trasforma in sporocisti, che origina delle redie. In condizioni ottimali di temperatura le redie generano le forme infestanti, le cercarie, che vengono rilasciate nell'acqua e vanno a incistarsi sulle foglie di vegetali acquatici in forma di metacercarie. All'approssimarsi dell'inverno, le redie generano altre redie quiescenti che genereranno le cercarie nella primavera successiva. Da un miracidio quindi si originano 600 cercarie. La metacercaria può sopravvivere all'umido per un anno. L'ospite definitivo si infesta mangiando vegetali che hanno sulle foglie le metacercarie.
L'uomo si può infestare mangiando il crescione, contaminati (irrigati da acque infestate). Dopo l'ingestione, le metacercarie si schiudono nel duodeno e migrano attraverso la parete intestinale; dopo 2-24 ore sono nella cavità peritoneale. Dopo 48 attraversano la capsula glissoniana, che avvolge il fegato, e raggiungono il parenchima epatico; dopo 50 giorni raggiungono i dotti biliari, dove diventano adulti e si nutrono di sangue da ulcere da loro provocate sull'endotelio biliare. Le prime uova nella bile compaiono dopo 70 giorni dall'infestazione. La bile porta con sé le uova nelle feci che vengono liberate nell'ambiente.

## Patogenesi e anatomia patologica
La patogenicità della fascioliasi dipende dalla carica infestante e dalla stadio della malattia.
- Nella fase acuta d'invasione le fasciole immature migrano attraverso il fegato, per raggiungere le vie biliari e provocano un danno parenchimale diretto meccanico (lesioni lineari attraverso il parenchima epatico scavate dal parassita migrante), o indiretto per reazione infiammatoria all'eventuale morte del parassita (noduli epatici gialli di tessuto necrotico, di 1-4mm, di natura reattiva attorno ai parassiti morti).
- Nella fase cronica dell'infestazione, le fasciole adulte abitano stabilmente le vie biliari, dando ostruzione meccanica: si hanno proliferazione della mucosa dei dotti biliari, dilatazioni e fibrosi, in risposta alla continua irritazione meccanica e chimica (prolina) dei distomi. La fasciola produce prolina in grandi quantità, perché facilità i movimenti nelle vie biliari. Si possono avere granulomi eosinofili, ascessi, colecisitite catarrale, fibrosi colecistica, colelitiasi.

## Clinica

### Fase acuta invasiva
Si presenta con dolore addominale acuto, epato- splenomegalia, febbre e malessere generale. Si può complicare con ematomi epatici, ascessi piogenici, pancreatiti, stenosi o perforazioni delle vie biliari. Tra le manifestazioni extraepatiche: eosinofilia, infiltrati polmonari, versamenti sierosi, sindromi meningee, linfoadenopatie.

### Fase cronica ostruttiva
È clinicamente meno severa. Si manifesta con coliche biliari, colangiti, ascessi epatici e pancreatiti. I casi mortali sono rari (soprattutto pediatrici) e sono causati da emorragie digestive incontrollabili, provocate dalle fasciole adulte. L'infestazione cronica predispone allo sviluppo di neoplasie delle vie biliari (colangiocarcinoma).

### Fascioliasi faringea
Nel Medio Oriente (es. Libano e Armenia) l'abitudine locale di nutrirsi di fegato crudo di pecore e capre è la causa del cosiddetto "Halzoun", la fascioliasi faringea. I vermi adulti, che infestano il fegato ovino, vanno ad annidarsi nella mucosa faringea dell'uomo che se ne nutre, causando un edema faringeo transitorio ma molto fastidioso, che provoca disfagia, dispnea e senso di soffocamento.

## Diagnosi

### Anamnesi
Recente assunzione di vegetali crudi contaminati (crescione, rucola).

### Esami bioumorali
Nella fase acuta si hanno leucocitosi e ipereosinofilia.
Nella fase cronica si hanno iperbilirubinemia, aumento di transaminasi seriche e della fosfatasi alcalina e riduzione dell‘ipereosinofilia iniziale.

### Indagini microbiologiche
La diagnosi parassitologica si ottiene con la dimostrazione microscopica delle uova nelle feci. Le uova di Fasciola e di Fasciolopsis sono molto simili tra loro. Nella fase acuta non si trovano le uova nelle feci (fino a 4 mesi dall'infestazione).

### Indagini sierologiche
La diagnosi della fase acuta è sierologica; la sierologia conferma anche la malattia cronica, quando l'escrezione delle uova è minore e sporadica. I test più comunemente usati sono l'"enzyme immunoassays" (EIA). Gli anticorpi specifici anti-Fasciola si possono trovare già dopo 2-4 settimane dopo l'infestazione. I livelli anticorpali si riducono alla normalità 6-12 mesi dopo il trattamento e indicano l'avvenuta guarigione.

### Diagnostica d'immagine
L'ecografia e la tomografia computerizzata (TC) del fegato in fase acuta mostrano i danni provocati dalla fasciola che migra nel parenchima e i noduli reattivi attorno ai vermi morti.
In fase cronica mostrano la dilatazione delle vie biliari e le fasciola adulte nel lume della colecisti e delle vie biliari. La colangio-pancreatografia endoscopica retrograda (ERCP) dimostra la presenza delle fasciole adulte nelle vie biliari, nella fase cronica.

## Terapia

### Antiparassitaria
- Bitionolo 30–50 mg/kg a giorni alterni PO diviso in 3 somministrazioni per 5-15 giorni di trattamento.
- Triclabendazolo 10–12 mg/kg/d PO diviso ogni 12-24ore per 1 giorno
- Praziquantel (il meno efficace) 25 mg/kg/dose PO ogni 8ore per 1 giorno..

### Profilassi
Evitare di consumare vegetali crudi. Provvedere alla disinfestazione delle greggi ovine e delle mandrie bovine